# Suicidio nell'antica Roma
Il suicidio nell'antica Roma era considerato come la massima e legittima espressione della libertà personale.

## Il suicidio secondo il Diritto romano
Mentre nella cultura antica greca il suicidio era legittimato solo nel caso riguardasse personaggi esemplari che si trovassero in situazioni particolari, nella tradizione romana era considerato un diritto appartenente a ogni cittadino. Fallire il proprio suicidio non implicava di dover rispondere alla legge, poiché la vita era stimata come un bene supremo, ma legato al diritto privato della persona che poteva disporne a piacimento. Unica eccezione era quella rappresentata da chi, tentando il suicidio per evitare il servizio militare, veniva punito con il congedo con disonore.
Il diritto romano interveniva infatti quando sorgesse un conflitto tra individui, i quali ricorrevano alla legge affinché fossero regolati secondo giustizia. Se, per un verso, il diritto romano non riconosceva particolari libertà ai cittadini, per un altro, non agiva se non quando venisse danneggiato l'interesse di qualcuno. Il suicidio acquistava allora la caratteristica di una libertà del cittadino poiché la legge non interveniva a proibirlo.
Quando infine i giuristi romani in età imperiale si interessarono del suicidio, si limitarono a definirlo una "libertà naturale" enumerando tutti i vari motivi che potevano indurre al suicidio come per sofferenze fisiche o disgusto di vivere (taedium vivere), per follia o «ostentazione, come nel caso di certi filosofi che vogliono mostrare il loro disprezzo per la morte», per lutti familiari o per malattia, ma confermando sempre che si trattava di un aspetto che non riguardava la legge.
Su tutti i motivi che portavano al suicidio vi è in evidenza per i Romani anche quello della "morte opportuna" per cui invece che attendere la morte passivamente, liberamente si decideva di anticiparla suicidandosi:
Quest'ultimo tipo di suicidio ricorreva nella società romana soprattutto nel caso di gravi ammalati in fine vita che volessero porre termine alle loro sofferenze.
Cicerone ribadisce le idee di Pitagora, secondo il quale l'uomo appartiene alle divinità che decideranno del tempo della sua morte. 
Tuttavia in alcune circostanze l'uomo può anticipare la fine della sua vita mettendo in atto quel metodo ottimale per evitare le sofferenze che è quello di darsi la morte «eterno rifugio per non sentire più nulla» (aeternum nihil sentiendi receptaculum)
Sulla stessa linea, Seneca ritiene opportuno suicidarsi quando il corpo non è più in grado di assolvere le sue normali funzioni poiché è diventato «un edificio putrido e decadente» (ex aedificio putri ac ruenti) o quando è stato colpito da una malattia incurabile.
Un altro tipo di suicidio è previsto dai testi giuridici dal I al III secolo d.C. conservati nel Digesto e da alcune costituzioni imperiali del II e III secolo d.C. riportate nel Codice giustinianeo. La legge romana prescriveva infatti che fossero nulle le disposizioni testamentarie lasciate da chi aveva commesso gravi crimini puniti con la morte. Per evitare però la confisca dei beni, dal I secolo a.C. l'imputato, prima della pronuncia della sentenza, poteva evitare la confisca dei beni destinati agli eredi anticipando l'esecuzione della condanna suicidandosi. Successivamente questa disposizione venne annullata salvo il caso che gli eredi del suicida non riuscissero a dimostrare che il suicidio era avvenuto per sottrarsi alle sofferenze di una grave malattia o per il taedium vitae ("noia di vivere"). Nel primo caso occorreva l'intervento di un medico che attestasse le gravi condizioni del malato mentre nel secondo caso era lo stesso medico che procurava il sollievo dalla noia di vivere al suo cliente.
Dal IV secolo, pur non mutando il quadro giuridico, cambia la considerazione del suicidio che passa dall'essere tollerato all'essere apertamente condannato, per la diffusione delle idee neoplatoniche ereditate dal pitagorismo e per la predicazione dei Padri della Chiesa (Sant'Ambrogio, Eusebio di Cesarea, S.Agostino).

## Il suicidio per iltaedium vitae
(Iscrizione funeraria di Marco Pomponio Bassulo (50-120 d.C.?))
Antesignano del taedium vitae degli uomini illustri è Lucrezio (98-55 a.C.) che si trova a vivere in un periodo difficile della storia di Roma del I secolo a.C. caratterizzata dalle guerre civili e dal declino dei valori tradizionali sopraffatti dalla dissolutezza portata dall'afflusso delle ricchezze orientali. 
I Romani benestanti, scrive Lucrezio, cercano di sfuggire a questo stato ma non capiscono che in questo modo «si fugge soltanto se stessi, ma non ci si stacca da ciò che si vuole fuggire» .
Il suo De rerum natura è ricchissimo di connotazioni tipici del taedium vitae tanto che alcuni studiosi hanno sottolineato il pessimismo di fondo che si opporrebbe alla volontà di rinnovare il mondo a partire dalla filosofia epicurea; in altre parole, in Lucrezio ci sarebbero due spinte contrapposte; l'una dominata dalla razionalità e fiduciosa nel riscatto dell'uomo, l'altra ossessionata dalla fragilità intrinseca degli esseri viventi e dal loro destino di dolore e morte. Altri studiosi, però ritengono che l'insistenza di Lucrezio sugli aspetti dolorosi della condizione umana non sia altro che una strategia di propaganda, per fare emergere più fortemente la funzione salvifica della ratio epicurea.
Questo aspetto della filosofia di Lucrezio ha investito la questione della sua pazzia e del suo presunto suicidio che secondo il pedagogista, medico e scrittore Giulio Della Valle, va risolto nel senso più probabile che il poeta si sarebbe tolto la vita come gesto di protesta verso la classe politica in ascesa, o perché condannato a suicidarsi con morte "onorevole".

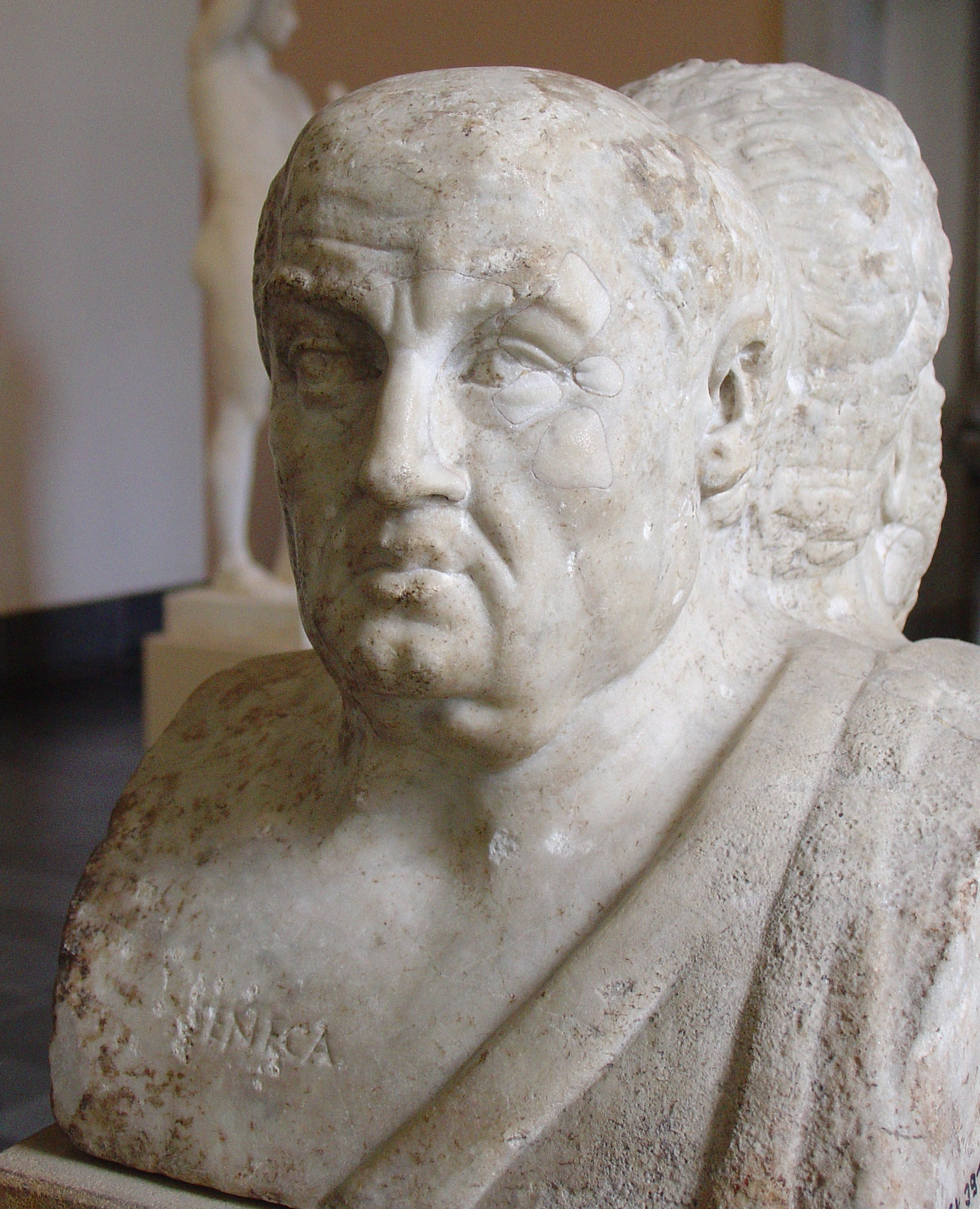
Busto di Seneca (Antikensammlung di Berlino, da un'erma di Seneca e Socrate

Seneca (4 a.C.-65 d.C.) avverte anche che sarebbe errato pensare che questa malattia mortale del disgusto di vivere sia propria soltanto dei grandi personaggi della storia:
E ad esempio di ciò che afferma porta il caso del gladiatore che si soffocò servendosi della spugna che collettivamente veniva usata nei bagni pubblici per asciugarsi le parti intime:
Tuttavia, aggiunge di non cadere negli eccessi:
Uno strumento per continuare a vivere potrebbe essere quello di trovarsi un'occupazione per giovare all'umanità ma accade che il taedium vitae si estenda anche al prossimo facendoci cadere nella misantropia che ci fa pensare che quelle virtù che noi non abbiamo neppure gli altri le possiedano:

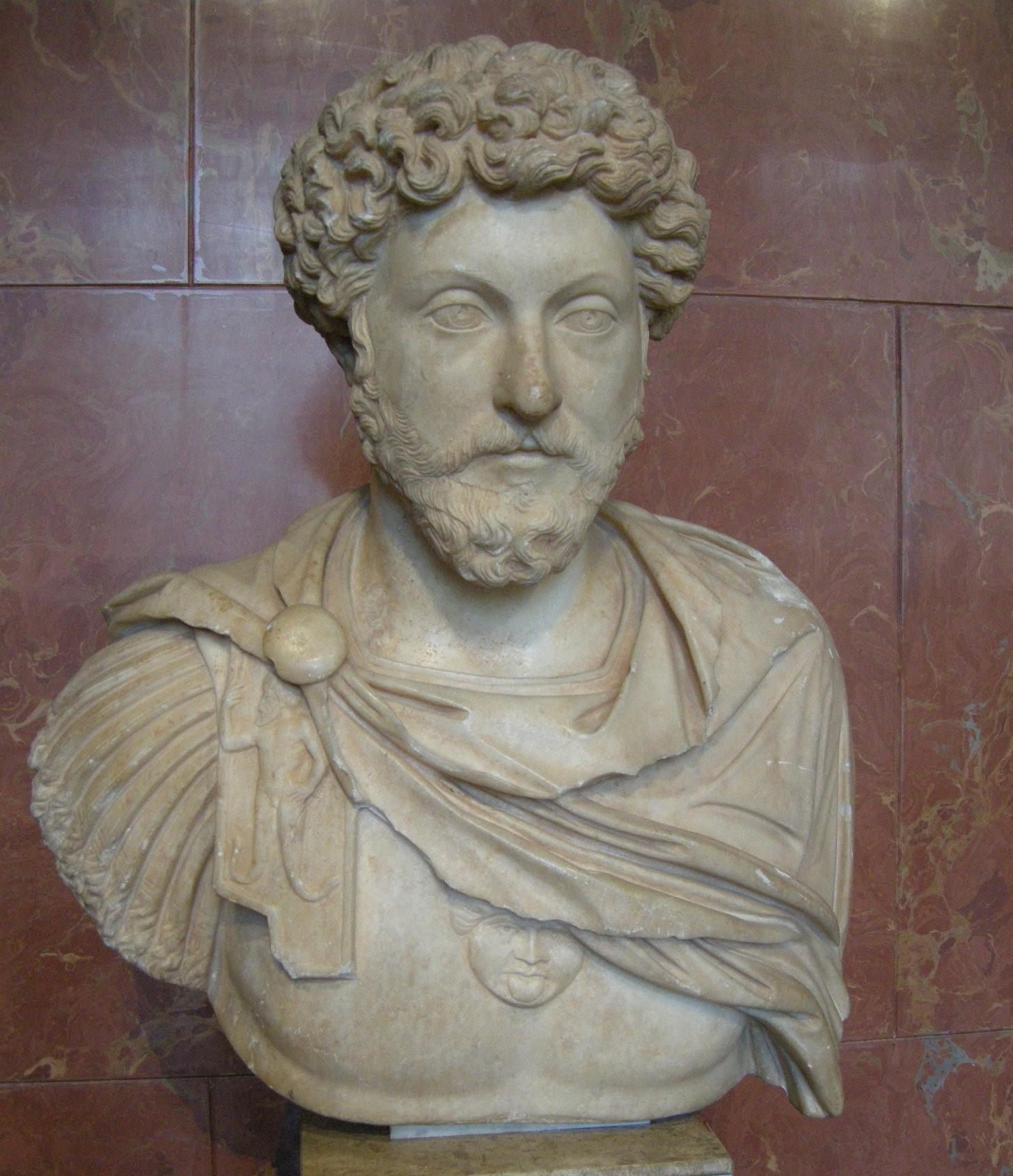
Busto dell'imperatore Marco Aurelio di epoca romana

La nostra vita è un paradosso: ne proviamo disgusto ma temiamo di perderla e la vecchiaia ci rinnova continuamente questa paura facendoci coscienti del tempo che passa sempre più velocemente: un'altra caratteristica questa del taediumm vitae:
Marco Aurelio (121-180 d.C.) vedrà allora la soluzione del taedium vitae solo nel suicidio: 

## Il suicidio paradossale di Petronio Arbitro
Il suicidio di Petronio Arbitro (27-66) sembrerebbe rientrare nei casi di chi si dà la morte per il taedium vitae, disgustato dalla ricerca dei piaceri e deluso dai suoi godimenti: il ritratto, invece, che ci ha tramandato Tacito, unica fonte della sua vita, è ben diverso da quello del classico gaudente deluso dai piaceri dell'esistenza:
Petronio infatti, non esalta ma usa con signorile distacco i piaceri che la vita gli offre: il suo è un "lusso raffinato" che copre i suoi veri sentimenti così come appaiono nel Satyricon, il suo romanzo dove trapela: «...una sotterranea tristezza, dell'autore, della sua classe sconfitta, di ideali tramontati, di energie senza altra applicazione che la servitù al dispotismo imperiale...» al quale Petronio si oppone "esteticamente", con toni apparentemente semplici («Le sue parole e le sue azioni, quanto più erano libere da convenzioni e ostentavano una certa sprezzatura, tanto maggior simpatia acquistavano con la loro parvenza di semplicità.») che nascondono la sua sprezzante ribellione in vita e la sua rivincita, in morte, nel segno dell'arte con il suo suicidio che, fuori da ogni schema, è l'antitesi di quello filosofico di Seneca.
Petronio mentre cercava di raggiungere Nerone a Cuma venne fatto arrestare ed allora, aspettandosi di essere condannato a morte, 
Progettò dunque la sua morte non come avrebbe voluto Nerone, ma come se fosse un sonno naturale e nello stesso tempo non lasciò, da cortigiano, un elogio al suo signore ma un duro giudizio:

## Il suicidio degli schiavi
La considerazione del suicidio come un diritto privato valeva per gli uomini liberi. Diverso l'atteggiamento della legge nei confronti del suicidio dello schiavo, atto che veniva giudicato come causato «dalla sua stessa nequitia» per cui il servo veniva definito un "cattivo schiavo", ossia "uno schiavo che non è uno schiavo": "cattivo" non moralmente ma nel senso che la "res" servile mostrava con il tentato suicidio un difetto nascosto, un vitium, che la rendeva un utensile mal funzionante, che il venditore era obbligato a denunciare, se non voleva incorrere nel risarcimento al compratore per la vendita fraudolenta.

## Il suicidio della gente comune
Le fonti storiche antiche ci hanno tramandato esempi di suicidi di personaggi famosi che si uccidono in vari modi, per lo più trafiggendosi di propria mano o gettandosi sopra un pugnale tenuto da uno schiavo o tagliandosi le vene, mentre trascurano quello che avveniva ogni giorno tra la gente comune. Un'eccezione è rappresentata da Orazio che ci descrive come per un disastro finanziario abbia tentato il suicidio, sventato dall'intervento del filosofo Stertinius:

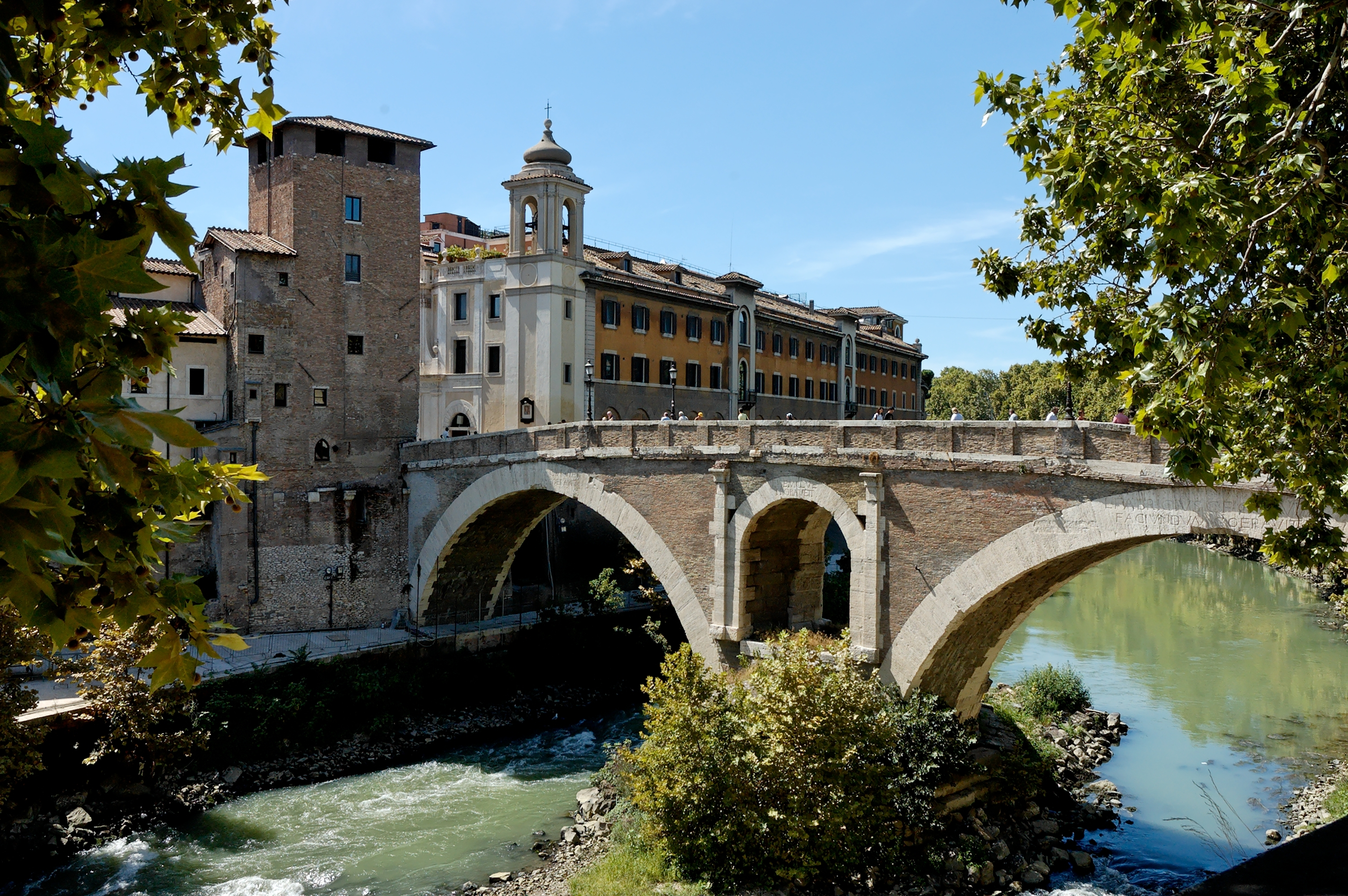
Il ponte Fabricio (62 a.C.) in Roma

insanos qui inter vereare insanus haberi.»
Il racconto di Orazio indica il ponte Fabricio quale luogo da dove forse comunemente ci si suicidava e il gesto di coprirsi la testa prima di uccidersi, che è confermato anche da Livio a proposito dei suicidi collettivi di plebei alla fine del V secolo a.C. per gli interventi per la carestia del prefetto dell'annona Lucio Minucio:
Mentre il ceto più alto trascurava questo modo di uccidersi, ritenuto indegno della loro condizione sociale, era invece frequente tra i plebei l'impiccagione, una forma semplice di uccidersi in privato che ci tramandano diverse commedie di Plauto.

## Il suicidio perdevotio
Una originale forma di suicidio presso i Romani era la devotio per la quale un comandante dell'esercito nel corso della battaglia sacrificava la sua vita come offerta agli dei Mani per ottenere in cambio la salvezza e la vittoria dei suoi uomini. Sebbene questo rito fosse praticabile da qualsiasi cittadino di solito doveva essere eseguito dal console o dal dittatore romano ma in effetti lo si ritrova esclusivamente nella gens dei Decii.
Il primo caso di devotio fu nel 340 a.C. quello del console Publio Decio Mure, combattendo contro i Latini: Dopo aver consultato gli auspicia prima della battaglia del Vesuvio e riscontrando che erano poco favorevoli, Publio chiese al pontefice come avrebbe potuto sacrificarsi per salvare il suo esercito, attirando sopra di sé la collera degli dei. Il pontefice gli mostrò un rito sacro, secondo il quale, indossata una toga praetexta, velatosi il capo, doveva così invocare gli dei:

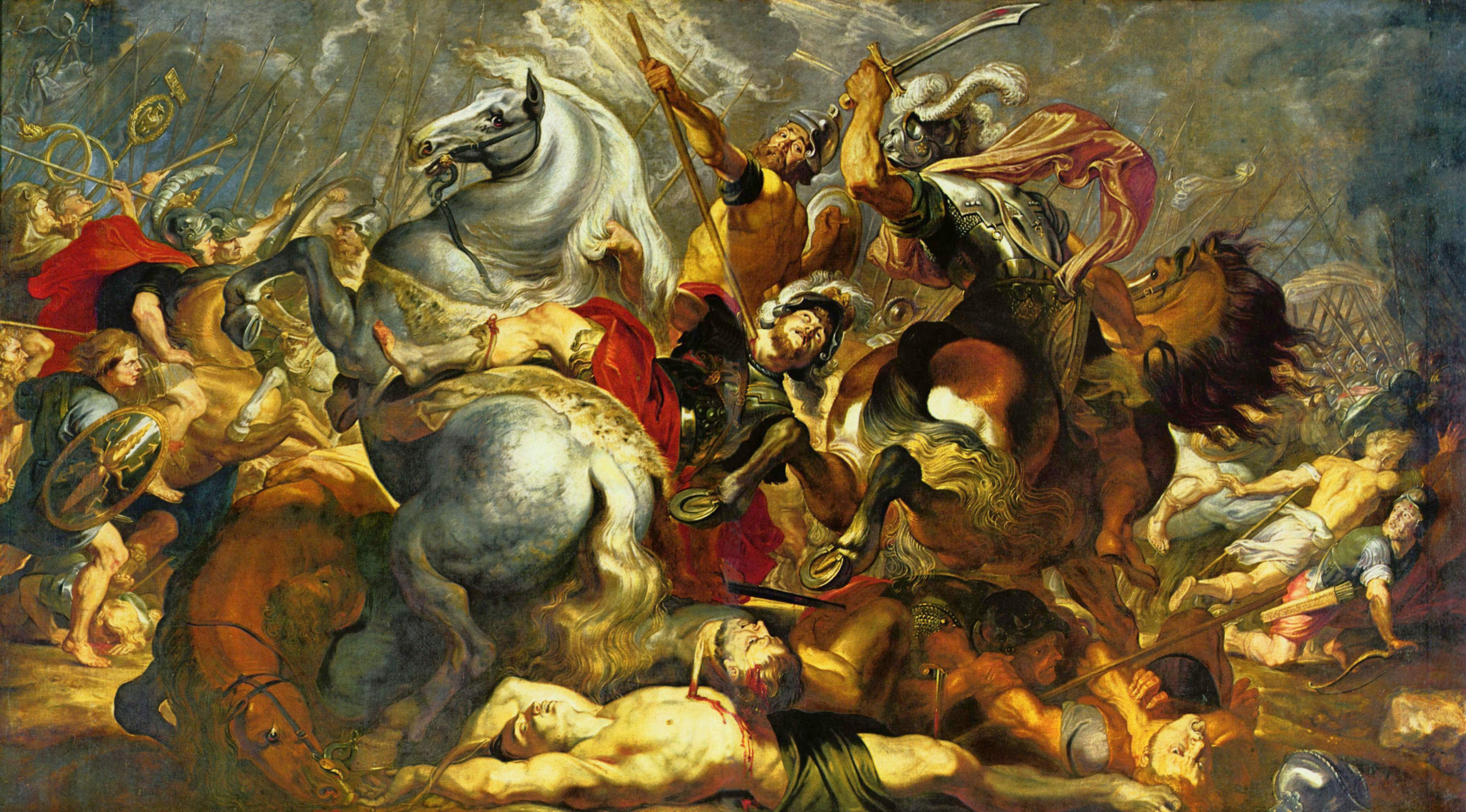
Il suicidio per devotio del console Publio Decio Mure, opera di Peter Paul Rubens, 1617-1618.

Espletate queste formalità religiose, il console si lanciò a cavallo tra le file nemiche. Dopo aver ucciso molti nemici, cadde colpito dai dardi e dai soldati latini. Questo gesto diede ai suoi una tale fiducia e una tale forza che i Romani si gettarono con grande impeto nella battaglia, mentre i nemici, confusi, cominciarono ad arretrare sotto la foga dell'armata romana, rincuorata dal sacrificio del proprio comandante. La vittoria, alla fine, arrise ai Romani.
Seguendo lo stesso rituale di Publio Decio Mure si suicidarono i suoi due figli: uno, che aveva lo stesso nome del padre, durante la terza guerra sannitica nella battaglia di Sentino nel 295 a.C.; e l’altro anche lui console nel 279 a.C. e omonimo del padre, durante la battaglia di Ascoli (279 a.C.) di quello stesso anno, contro le armate di Pirro, la quale, nonostante il suo sacrificio fu perduta dai Romani, anche se vinta sul piano strategico ("vittoria di Pirro").

## Il suicidio onorevole del filosofo

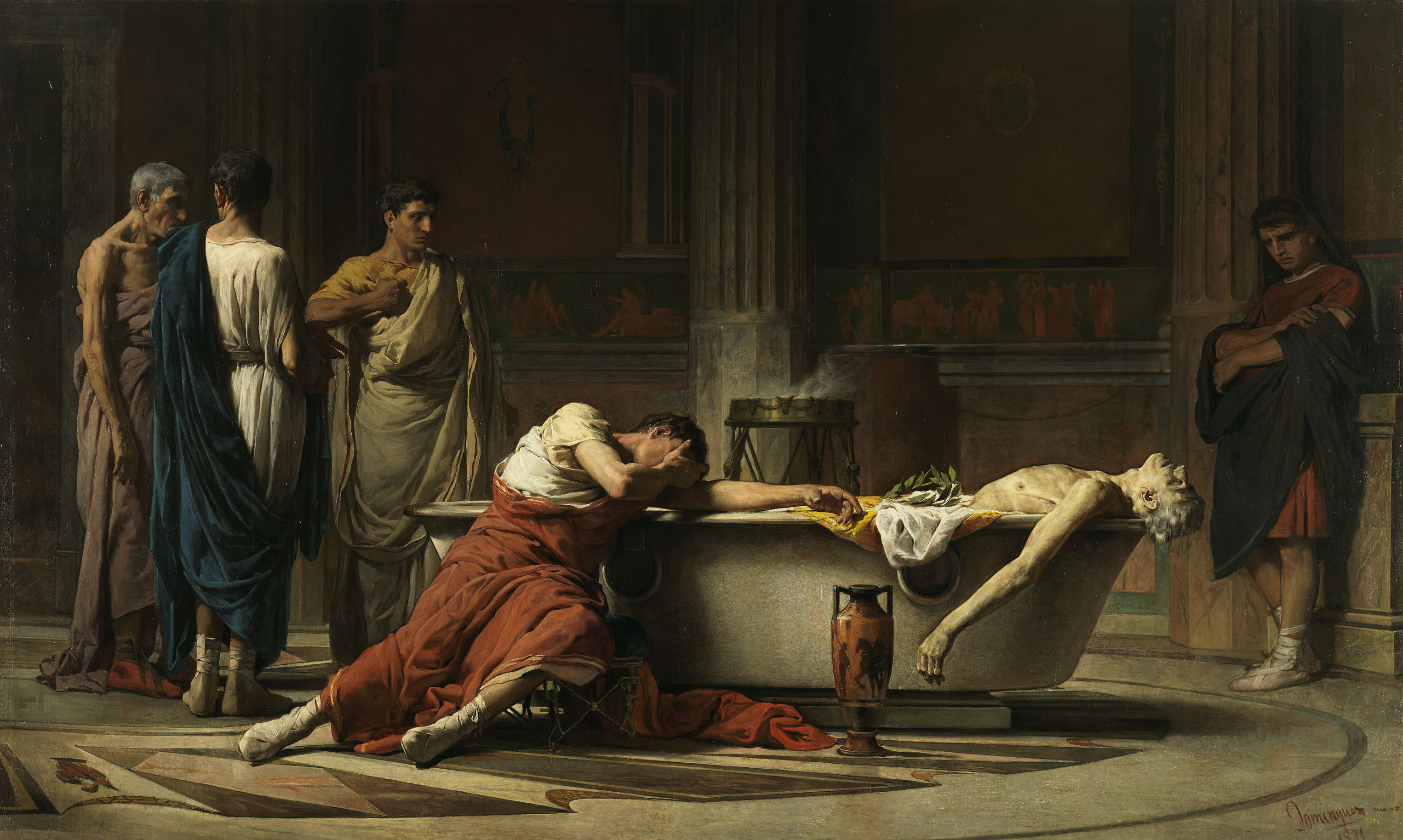
Manuel Domínguez Sánchez, Il suicidio di Seneca, 1871, Museo Nacional del Prado, Madrid

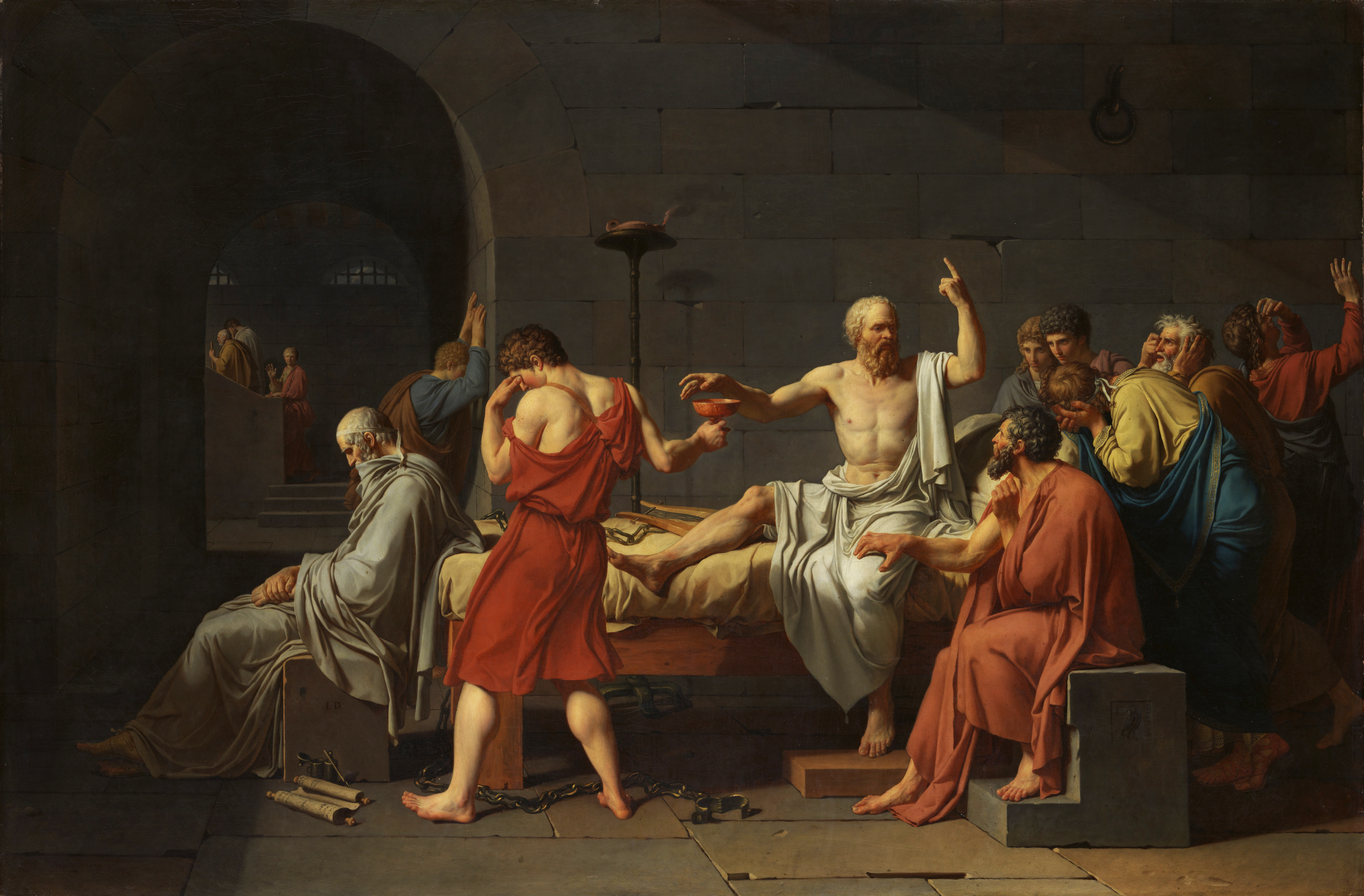
La morte di Socrate, dipinto di Jacques-Louis David

Quando Seneca, per la sua sospetta partecipazione alla congiura di Pisone, riceve l'ordine di Nerone di togliersi la vita onorevolmente secondo il mos maiorum, altrimenti sarebbe stato giustiziato come un uomo comune, non esita a scegliere il suicidio in osservanza del suo pensiero stoico che proclama che i mali sono tali solo in apparenza. In opposizione alla dottrina platonica che condannava il suicidio non motivato da gravissime circostanze:
lo stoicismo può anche accettare il suicidio come atto conclusivo del compito riservatogli dal destino, purché sia appunto una scelta deliberata e non dettata da un impulso momentaneo. Dev'essere cioè un atto razionalmente giustificato: 
Anche se il saggio deve giovare allo Stato, il suo servigio non può arrivare fino a compromettere la propria integrità morale, per salvare la quale egli dev'essere pronto all'extrema ratio del suicidio. Solo la virtù e la saggezza, infatti, hanno valore, mentre la vita, sebbene preferibile alla morte, è un bene indifferente come la ricchezza, gli onori, e gli affetti. Se quindi la vita non consente più un sereno esercizio della ragione, il saggio è pronto a rinunciarvi, convinto che 

### Il suicidio socratico di Seneca
La morte di Seneca è descritta da Tacito con toni molto simili a quella di Socrate riportata nel Fedone e nel Critone di Platone riproponendo nel racconto la stessa atmosfera del filosofo circondato da parenti e amici. Come il filosofo greco è lui che consola i presenti invece che essere da questi consolato:
Dopo aver parlato ai discepoli, Seneca compie l'atto estremo:

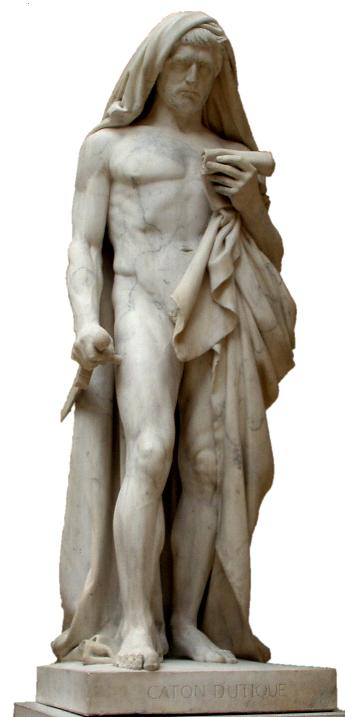
Catone Uticense legge il Fedone prima di togliersi la vita.Jean-Baptiste Romand e François Rude, 1832-1835, Museo del Louvre

La somiglianza evidente con certi particolari (il discorso, la cicuta, poi la libagione alla divinità) della morte di Socrate, ha fatto ipotizzare che Tacito abbia costruito il racconto ad imitazione del testo platonico. In effetti Tacito descrive con termini affini quasi tutti i suicidii dei filosofi e dei sapienti: quello di Trasea Peto, di Catone Uticense, per contrasto anche quello di Petronio Arbitro) e quello di Marco Anneo Lucano, nipote di Seneca il quale sembra fosse anche lui coinvolto nella congiura: